# كراكرة (امسيلة)
كراكرة هي إحدى مشيخات المملكة المغربية، تتبع جغرافيا لإقليم تازة وإداريًا لامسيلة. يقدر عدد سكانها بـ 2811 نسمة حسب الإحصاء الرسمي للسكان والسكنى لسنة 2004.